# За 50 футів від Сирії
«За 50 футів від Сирії» (англ. 50 Feet from Syria) — документальний короткометражний фільм, знятий Скаєм Фіцджералдом. Стрічка є однією з десяти з-поміж 74 заявлених, що увійшли до шортлиста премії «Оскар-2016» у номінації «найкращий документальний короткометражний фільм». Фільм розповідає про сирійсько-американського хірурга-ортопеда Гішама Бісмара, який їде волонтером на сирійсько-турецький кордон до госпіталю Аль-Амаль під час громадянської війни в Сирії.